# Washburn, Wisconsin
Washburn là một thành phố thuộc quận Bayfield, tiểu bang Wisconsin, Hoa Kỳ. Năm 2000, dân số của thành phố này là 2280 người.